# Schillerpark (Linz)
Die 1824 als Belustigungspark geschaffene Anlage ist einer der ältesten innerstädtischen Parks in Linz. Seit 1910 trägt er den Namen Schillerpark. 1983 erhielt er sein heutiges Erscheinungsbild und 2012 wurde er um 900 m² erweitert.

## Geschichte

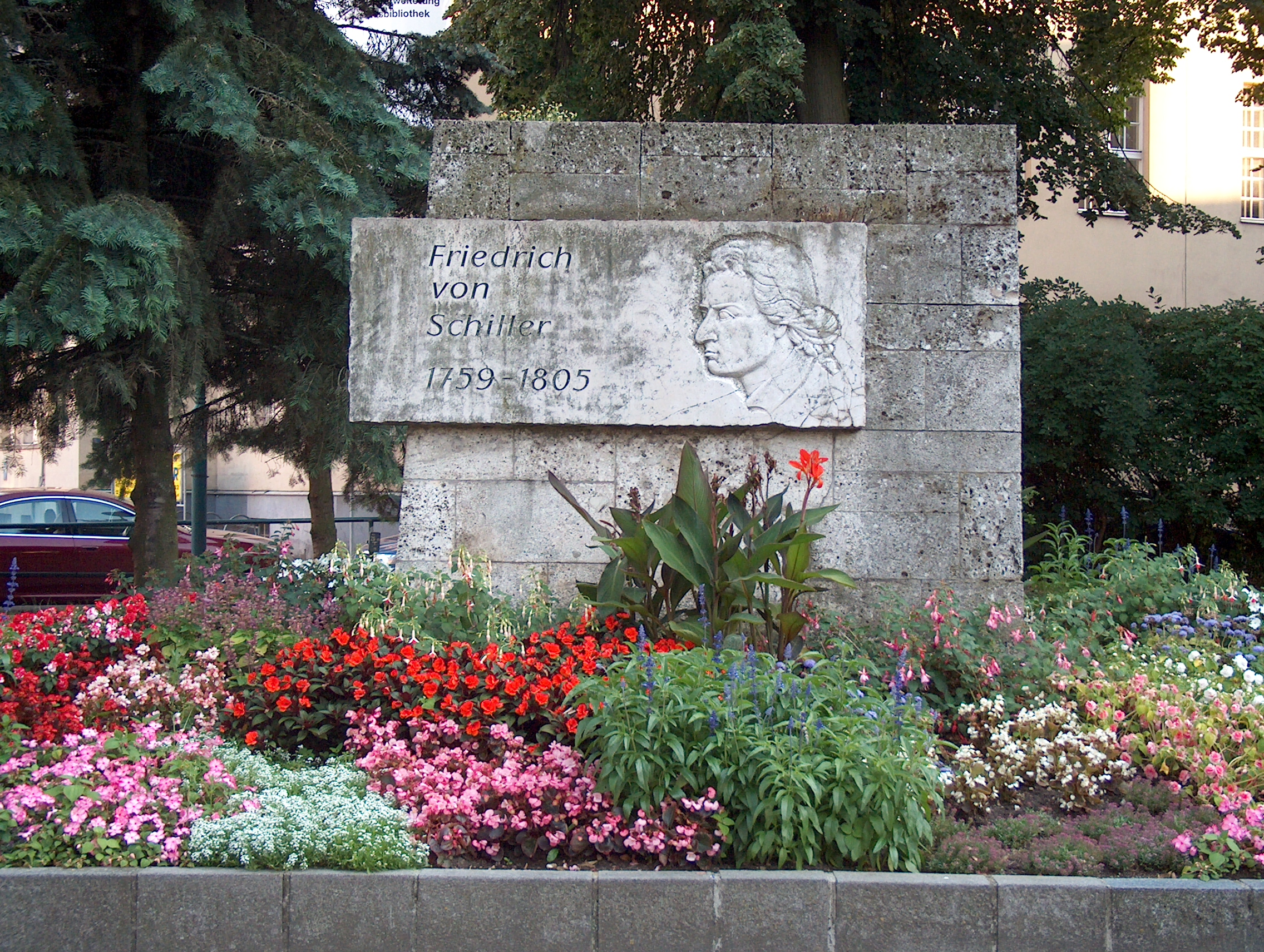
Das Schillerdenkmal am Schillerplatz

Die Anlage entstand 1824 als Belustigungspark auf dem Gelände der ehemaligen Trainkaserne und erhielt 1910 den Namen Schillerpark. Anlässlich des 200. Geburtstags von Friedrich Schiller wurde 1959 das Schillerdenkmal errichtet. Am 20. September 1983 wurde der Park in seiner heutigen Form eröffnet. Die Gesamtkosten der Neu- und Umgestaltung beliefen sich dabei auf 2,8 Millionen Schilling, wobei 1,5 Millionen auf den begehbaren Brunnen entfielen. An den Kosten der Errichtung beteiligten sich die Österreichische Spielbanken-AG, die nächst dem Brunnen ein Casino betreibt, und die Wiener Städtische Wechselseitige Versicherungsanstalt mit jeweils 300.000 Schilling. 2012 erfolgte eine weitere umfangreiche Neugestaltung.

### Neugestaltung
Der Umbau des Schillerparks, der zu einer Erweiterung der Fläche von den rund 4.500 m² um zusätzliche 900 m² führte, begann im September 2012 und wurde im Juni 2013 mit der Eröffnung abgeschlossen. Die Vergrößerung ergab sich aus der Auflassung der Fahrbahn (Einbahn) von der Landstraße Richtung Rainerstraße. Für den Umbau wurde der Schillerpark in drei Zonen, den zentralen Parkraum und die im Norden und Süden anschließenden Randbereiche, eingeteilt. Die dazu gewonnene Fläche vor der Landesbibliothek ist als „Ort der Begegnung“ gedacht und befindet sich bei der Metallskulptur „Das andere Buch“ von Theo Blaickner. Diese enthält Sitz- und Liegeelemente. Bei der Umgestaltung wurde der alte Baumbestand zur Gänze erhalten.  Zusätzlich wurden 30 große Bäume gepflanzt. Für die gesamte Neugestaltung der Parkanlage waren 600.000 Euro budgetiert.

## Beschreibung
Der Park befindet sich im Stadtzentrum zwischen Landstraße, Schillerplatz, Rainerstraße und Langgasse im Volksgartenviertel.

### Im Park

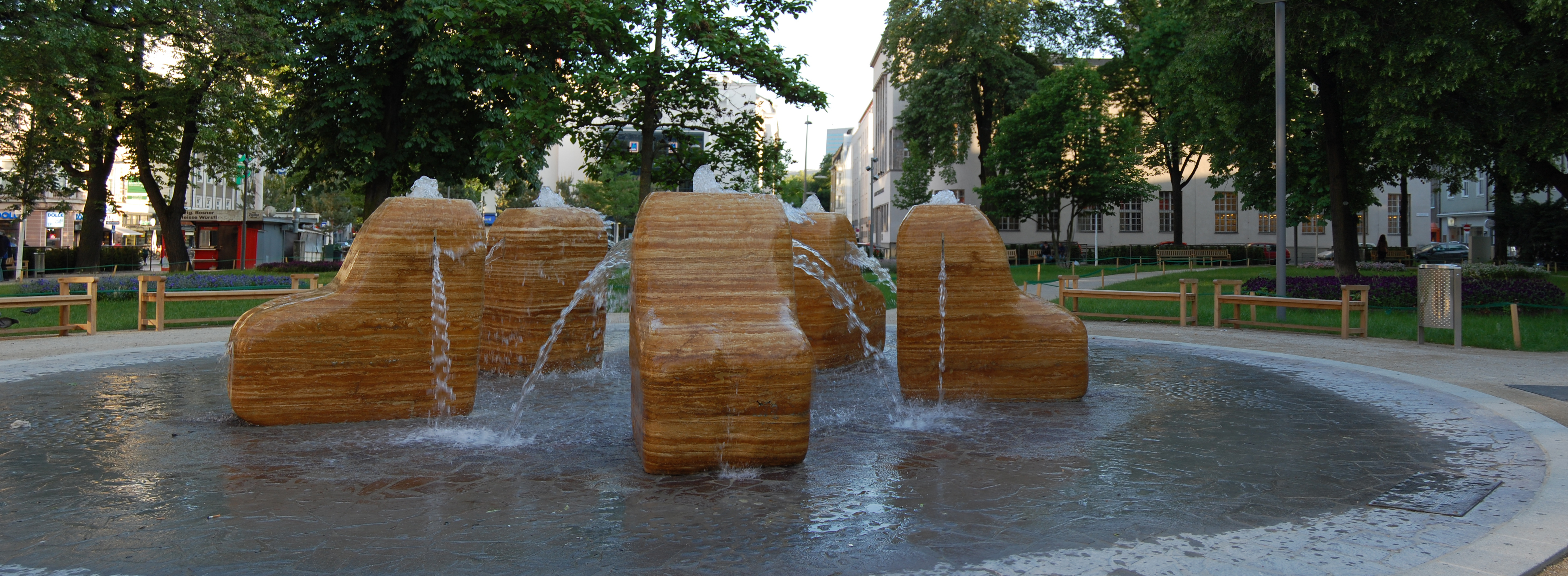
Brunnen im Schillerpark
Der Brunnen wurde 1983 von Hans Muhr gestaltete und mit einem wesentlichen Beitrag der Österreichischen Spielbanken-AG errichtet. Er zeigt fünf in einem Kreis von 8 Metern Durchmesser sitzende, blockhafte Figuren, dessen Wasserstrahlen Kopf und Arme symbolisieren sollen.
Skulptur „Das Andere Buch“

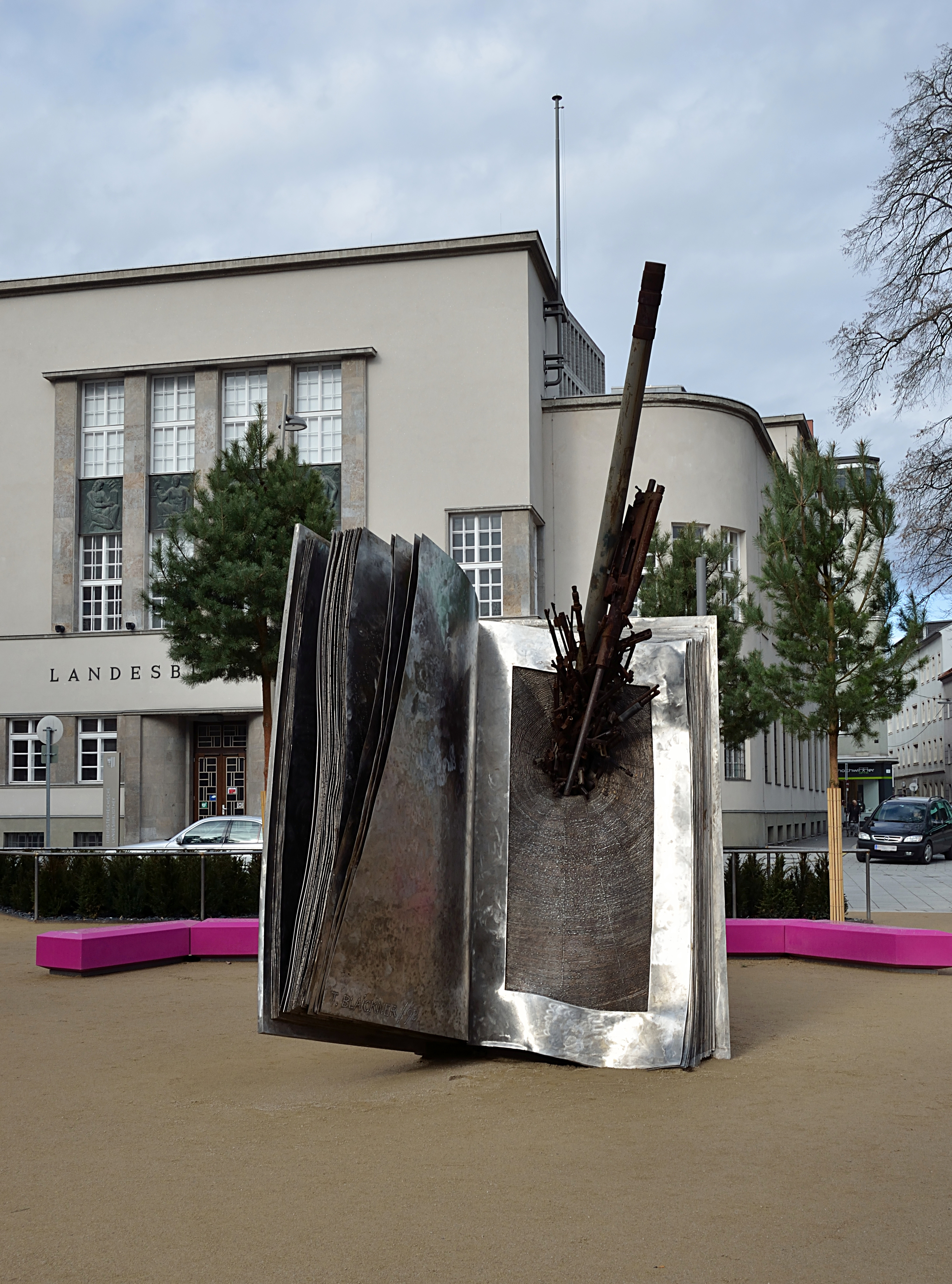
„Das andere Buch“ von Theo Blaickner, vor der Landesbibliothek

Das Werk wurde von Theo Blaickner im Jahr 1993 für die Ausstellung „Das andere Buch“ in Wien geschaffen. Ursprünglich war es nur als Leihgabe zur Aufstellung in Linz. Es wurde jedoch 1998 gemeinsam von der Stadt Linz und dem Land Oberösterreich erworben. Bis zur Umgestaltung und Erweiterung des Schillerparks befand sie sich nahe der Kreuzung Auerspergstraße – Rainerstraße und seit 2013 befindet es sich im neu eingegliederten Bereich vor der Landesbibliothek.

### Rund um den Park
- Austria Trend Hotel Schillerpark
- Casino Linz
- Oberösterreichische Landesbibliothek
- Schillerpark-Komplex

- An der Landstraße (71–75) Nähe Ecke Bürgergasse wurde 1969–1979 das Ohne Pause Kino samt Buffet und Kellerlokal „Kellertürl“ betrieben.